# 505 (szám)
Az 505 (római számmal: DV) egy természetes szám, félprím, az 5 és a 101 szorzata.

## A szám a matematikában
A tízes számrendszerbeli 505-ös a kettes számrendszerben 111111001, a nyolcas számrendszerben 771, a tizenhatos számrendszerben 1F9 alakban írható fel.
Az 505 páratlan szám, összetett szám, azon belül félprím, kanonikus alakban az 51 · 1011 szorzattal, normálalakban az 5,05 · 102 szorzattal írható fel. Négy osztója van a természetes számok halmazán, ezek növekvő sorrendben: 1, 5, 101 és 505.
Tizenháromszögszám.
Az 505 négyzete 255 025, köbe 128 787 625, négyzetgyöke 22,47221, köbgyöke 7,96337, reciproka 0,0019802. Az 505 egység sugarú kör kerülete 3173,00858 egység, területe 801 184,66648 területegység; az 505 egység sugarú gömb térfogata 539 464 342,1 térfogategység.